# Střítež, Jihlava
Střítež là một làng thuộc huyện Jihlava, vùng Vysočina, Cộng hòa Séc.